# Dekanat Garwolin
Dekanat Garwolin – jeden z 25 dekanatów w rzymskokatolickiej diecezji siedleckiej mający siedzibę w Garwolinie w parafii Przemienienia Pańskiego.

## Historia
Dekanat ustanowiono w 1603 roku, jako przynależący do archidiakonatu warszawskiego diecezji poznańskiej. Był on terytorialnie stosunkowo rozległy. Od 1867 pokrywał się administracyjnie z granicami powiatu garwolińskiego. Wskutek kasaty przez rosyjskiego zaborcę diecezji podlaskiej, przyłączono go do diecezji lubelskiej. W wolnej Polsce, w 1918 otrzymał nowe granice i skład parafialny. W 1918 powstał sąsiedni dekanat Osieck, który w 1921 przyłączono do dekanatu garwolińskiego. Zarówno w II, jak i w III Rzeczypospolitej, powstawały na jego terenie nowe parafie.

## Parafie
W skład dekanatu wchodzi 11 parafii.
- parafia Świętej Trójcy – Borowie – proboszcz ks. Marek Kukiel
- parafia MB Częstochowskiej – Garwolin – proboszcz ks. Kanonik Stanisław Małek
- parafia Przemienienia Pańskiego – Garwolin – siedziba dekanatu proboszcz ks. Stanisław Szymuś
- parafia MB Szkaplerznej – Górki – proboszcz o. Antoni Tyniec CSMA
- parafia św. Jana Chrzciciela – Górzno – proboszcz ks. Prałat Jerzy Kalinka
- parafia św. Izydora – Marianów – proboszcz ks. Kanonik Jerzy Przychodzeń
- parafia Podwyższenia Krzyża Świętego – Miętne – proboszcz ks. Jerzy Janowski
- parafia Wniebowzięcia NMP – Parysów – proboszcz ks. Kanonik Włodzimierz Tendorf
- parafia św. Jana Pawła II – Sulbiny – proboszcz ks. Leszek Dąbrowski
- parafia św. Józefa – Trąbki – proboszcz ks. Sylwester Gałach, administrator ks. Włodzimierz Wąsowski
- parafia Świętej Rodziny – Unin – proboszcz ks. Andrzej Siedlanowski

Według danych zgromadzonych przez Kurię Diecezji Siedleckiej dekanat liczy 46055 wiernych.

## Sąsiednie dekanaty
Łaskarzew, Osieck, Siennica (diec. warszawsko-praska), Żelechów